# Asteryja Limaj
Asteryja Uso Limaj (belarussisch Астэрыя Узо Лімай, englisch Asteria Uzo Limai; * 19. Juli 2001 in Minsk) ist eine belarussische Sprinterin, die sich auf den 400-Meter-Lauf spezialisiert hat.

## Sportliche Laufbahn
Erste internationale Erfahrungen sammelte Asteryja Limaj im Jahr 2018, als sie bei den U18-Europameisterschaften in Győr im 400-Meter-Lauf mit 56,35 s im Halbfinale ausschied und mit der belarussischen Sprintstaffel (1000 Meter) mit 2:14,40 min den Finaleinzug verpasste. Im Jahr darauf gewann sie bei den U20-Europameisterschaften in Borås mit der 4-mal-400-Meter-Staffel in 3:37,06 min die Silbermedaille und stellte damit einen neuen U20-Landesrekord auf. Bei den World Athletics Relays 2021 im polnischen Chorzów verpasste sie mit neuem Landesrekord von 3:19,73 min den Finaleinzug in der Mixed-Staffel. Anfang Juli schied sie bei den U23-Europameisterschaften in Tallinn mit 54,82 s in der ersten Runde über 400 Meter aus und verpasste mit der 4-mal-400-Meter-Staffel mit 3:37,65 min den Finaleinzug. Anschließend nahm sie mit der Staffel an den Olympischen Sommerspielen in Tokio teil und kam dort mit 3:33,00 min nicht über die Vorrunde hinaus.
2021 wurde Limaj belarussische Hallenmeisterin in der 4-mal-400-Meter-Staffel.

## Persönliche Bestleistungen
- 400 Meter: 53,53 s, 19. Juni 2021 in Cluj-Napoca
- 400 Meter (Halle): 54,55 s, 29. Januar 2021 in Homel